# Nuoto ai Giochi della XV Olimpiade - 200 metri rana femminili
La competizione 200 metri rana femminili di nuoto dei Giochi della XV Olimpiade si è svolta nei giorni dal 26 al 29 luglio 1952 allo stadio olimpico del nuoto di Helsinki.

## Programma
| Data           | Round      | Note                                |
| -------------- | ---------- | ----------------------------------- |
| 26 luglio 1952 | 5 Batterie | I migliori 16 tempi alle semifinali |
| 27 luglio 1952 | Semifinali | I migliori 8 tempi alla finale      |
| 29 luglio 1952 | Finale     |                                     |

## Risultati

### Batterie
| Pos. | Atleta             | Nazione          | Tempo  | Posizione finale |
| ---- | ------------------ | ---------------- | ------ | ---------------- |
| 1    | Éva Novák          | Ungheria         | 2'54"0 | 1                |
| 2    | Ursula Happe       | Germania         | 3'02"7 | 10               |
| 3    | Henderika Bruins   | Paesi Bassi      | 3'04"7 | 16               |
| 4    | Vera Kostina       | Unione Sovietica | 3'07"3 | 20               |
| 5    | Ilse Albert        | Austria          | 3'12"5 | 24               |
| 6    | Gail Peters        | Stati Uniti      | 3'13"3 | 25               |
| 7    | Margrit Knabenhans | Svizzera         | 3'17"4 | 28               |

| Pos. | Atleta            | Nazione                                                                   | Tempo  | Posizione finale |
| ---- | ----------------- | ------------------------------------------------------------------------- | ------ | ---------------- |
| 1    | Elisabeth Bonnier | Paesi Bassi                                                               | 3'00"6 | 7                |
| 2    | Nancy Lyons       | Australia                                                                 | 3'04"4 | 13               |
| 3    | Valerie Harris    | Gran Bretagna                                                             | 3'04"6 | 15               |
| 4    | Roza Zenziveyeva  | Unione Sovietica                                                          | 3'10"5 | 23               |
| 5    | Julia Cornell     | Stati Uniti                                                               | 3'17"7 | 29               |
| 6    | Irene Kwok        | [[Template:AggNaz/HKG 1910-1955 ai Giochi della XV Olimpiade\|Hong Kong]] | 3'19"2 | 30               |
| -    | Aleksandra Mróz   | Polonia                                                                   | Squal. |                  |

| Pos. | Atleta                  | Nazione       | Tempo  | Posizione finale |
| ---- | ----------------------- | ------------- | ------ | ---------------- |
| 1    | Elenor Gordon           | Gran Bretagna | 2'58"6 | 4                |
| 2    | Klára Killermann-Bartos | Ungheria      | 2'59"1 | 5                |
| 3    | Kazuko Sakamoto         | Giappone      | 3'02"7 | 10               |
| 4    | Odette Lusien           | Francia       | 3'06"7 | 19               |
| 5    | Eileen Ward Petersen    | Danimarca     | 3'09"3 | 22               |
| 6    | Arati Saha              | India         | 3'40"8 | 33               |

| Pos. | Atleta                   | Nazione       | Tempo  | Posizione finale |
| ---- | ------------------------ | ------------- | ------ | ---------------- |
| 1    | Éva Székely              | Ungheria      | 2'55"1 | 2                |
| 2    | Raymonda Vergauwen       | Belgio        | 3'02"8 | 12               |
| 3    | Jean Wrigley             | Gran Bretagna | 3'04"5 | 14               |
| 4    | Kaija Mäkelä             | Finlandia     | 3'04"7 | 16               |
| 5    | Kirsten Hedegaard Jensen | Danimarca     | 3'07"5 | 21               |
| 6    | Irene Strong             | Canada        | 3'13"5 | 26               |
| 7    | Dolly Nazir              | India         | 3'37"9 | 32               |

| Pos. | Atleta               | Nazione          | Tempo  | Posizione finale |
| ---- | -------------------- | ---------------- | ------ | ---------------- |
| 1    | Jytte Hansen         | Danimarca        | 2'57"7 | 3                |
| 2    | Petronella Garritsen | Paesi Bassi      | 2'59"4 | 6                |
| 3    | Ulla-Britt Eklund    | Svezia           | 3'01"2 | 8                |
| 4    | Mariya Havrysh       | Unione Sovietica | 3'01"6 | 9                |
| 5    | Masayo Aoki          | Giappone         | 3'05"6 | 18               |
| 6    | Idella Sehorn        | Stati Uniti      | 3'13"7 | 27               |
| 7    | Liselotte Kobi       | Svizzera         | 3'22"0 | 31               |

### Semifinali
| Pos. | Atleta                  | Nazione          | Tempo  | Posizione finale |
| ---- | ----------------------- | ---------------- | ------ | ---------------- |
| 1    | Éva Novák               | Ungheria         | 2'55"8 | 2                |
| 2    | Klára Killermann-Bartos | Ungheria         | 2'56"5 | 3                |
| 3    | Mariya Havrysh          | Unione Sovietica | 2'58"6 | 5                |
| 4    | Jytte Hansen            | Danimarca        | 2'59"5 | 6                |
| 5    | Elisabeth Bonnier       | Paesi Bassi      | 3'00"3 | 9                |
| 6    | Henderika Bruins        | Paesi Bassi      | 3'02"4 | 10               |
| 7    | Kazuko Sakamoto         | Giappone         | 3'04"2 | 14               |
| 8    | Nancy Lyons             | Australia        | 3'05"6 | 15               |

| Pos. | Atleta               | Nazione       | Tempo  | Posizione finale |
| ---- | -------------------- | ------------- | ------ | ---------------- |
| 1    | Éva Székely          | Ungheria      | 2'54"0 | 1                |
| 2    | Elenor Gordon        | Gran Bretagna | 2'57"8 | 4                |
| 3    | Petronella Garritsen | Paesi Bassi   | 2'59"5 | 6                |
| 4    | Ulla-Britt Eklund    | Svezia        | 2'59"6 | 8                |
| 5    | Raymonda Vergauwen   | Belgio        | 3'02"6 | 11               |
| 6    | Jean Wrigley         | Gran Bretagna | 3'03"2 | 12               |
| 7    | Ursula Happe         | Germania      | 3'03"8 | 13               |
| 8    | Kaija Mäkelä         | Finlandia     | 3'06"2 | 16               |
| -    | Valerie Harris       | Gran Bretagna | NP     |                  |

### Finale
| Pos.    | Atleta                  | Nazione          | Tempo  |
| ------- | ----------------------- | ---------------- | ------ |
| Oro     | Éva Székely             | Ungheria         | 2'51"7 |
| Argento | Éva Novák               | Ungheria         | 2'54"4 |
| Bronzo  | Elenor Gordon           | Gran Bretagna    | 2'57"6 |
| 4       | Klára Killermann-Bartos | Ungheria         | 2'57"6 |
| 5       | Jytte Hansen            | Danimarca        | 2'57"8 |
| 6       | Mariya Havrysh          | Unione Sovietica | 2'58"9 |
| 7       | Ulla-Britt Eklund       | Svezia           | 3'01"8 |
| 8       | Petronella Garritsen    | Paesi Bassi      | 3'02"1 |